# Xiahuayuan
Der Stadtbezirk Xiahuayuan (下花园区,  Xiàhuāyuán Qū) ist ein Stadtbezirk der bezirksfreien Stadt Zhangjiakou in der chinesischen Provinz Hebei. Er hat eine Fläche von 315,4 Quadratkilometern und zählt 62.764 Einwohner (Stand: Zensus 2010).

## Administrative Gliederung
Auf Gemeindeebene setzt sich Xiahuayuan aus zwei Straßenvierteln und vier Gemeinden zusammen. Diese sind:
- Straßenviertel Chengzhen (城镇街道)
- Straßenviertel Meikuang (煤矿街道)

- Gemeinde Huayuan (花园乡)
- Gemeinde Xinzhuangzi (辛庄子乡)
- Gemeinde Dingfangshui (定方水乡)
- Gemeinde Duanjiabu (段家堡乡)